# Ruta F-94

Es un Ramal de la Autovía Litoral Central que abarca la Región de Valparaíso en el Valle Central de Chile. El Ramal se inicia en Algarrobo y finaliza en San Antonio. En su trazado, comprende el Proyecto Turístico Ruta Costera.

## Ramal Autovía Litoral Central

### Sectores del Ramal
- San Sebastián·Las Pataguas 4 km de doble calzada.
- Algarrobo·Aguas Buenas 20 km de calzada simple.

### Enlaces
- Ramal Algarrobo-Casablanca
- kilómetro 0 Algarrobo.
- kilómetro 2 Punta de Tralca, El Quisco.
- kilómetro 5 Isla Negra.
- kilómetro 8 El Tabo.
- kilómetro 12 Las Cruces.
- kilómetro 17 Variante Las Pataguas.
- kilómetro 22 San Sebastián.
- kilómetro 23 Cartagena.
- kilómetro 24 Aguas Buenas·Autopista del Sol.
- Autopista del Sol

- Datos: Q6113978